# Бахавалпур
О государстве см. Бахавалпур (княжество)
Бахавалпу́р (урду بہاولپور‎, англ. Bahawalpur, з.-пандж. بہاولپور) — город к югу от Сатледжа на окраине пустыни Холистан в пакистанской провинции Пенджаба.

## История и достопримечательности

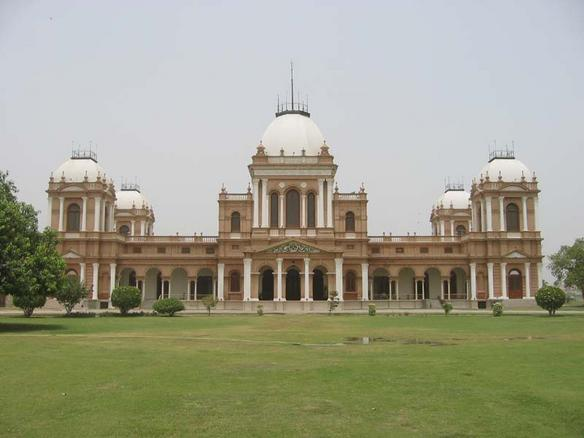
Нур-Махал в Бахавалпуре.

Основан в 1748 году навабом Мухаммадом Бахавал-ханом из Синда. В период распада империи Великих Моголов бахавалпурские навабы стали одной из самых могущественных политических сил на территории современного Пакистана. В 1802 году англичане признали независимость их государства.
Помимо расположенной в пустыне крепости Деравар, бахавалпурские навабы построили два дворца в самом городе. Кроме единственного во всём Пакистане железнодорожного моста через Сатледж, в Бахавалпуре имеются стадион, бассейн и зоопарк.
В масштабах страны город является крупным образовательным центром, с несколькими колледжами (в том числе медицинским) и университетом (основан в 1975 году).

## Население
Динамика численности населения города по годам:
| 1972    | 1981    | 1998    | 2017    |
| ------- | ------- | ------- | ------- |
| 133 782 | 180 263 | 408 395 | 761 711 |